# Medicinska fakulteta v Nišu
Medicinska fakulteta (izvirno srbsko Медицински факултет у Нишу), s sedežem v Nišu, je fakulteta, ki je članica Univerze v Nišu.